# Địa Phong Thăng
Quẻ Địa Phong Thăng, đồ hình:||::: còn gọi là quẻ Thăng (升 sheng1), là quẻ thứ 46 trong Kinh Dịch.
- Nội quái là ☴ (:|| 巽 xun4) Tốn hay Gió (風).
- Ngoại quái là ☷ (::: 坤 kun1) Khôn hay Đất (地).

Giải nghĩa: Tiến dã. Tiến thủ. Thăng tiến, trực chỉ, tiến mau, bay lên, vọt tới trước, bay lên không trung, thăng chức, thăng hà. Phù giao trực thượng chi tượng: chà đạp để ngoi lên trên.